# Centrum Badań Manuskryptów Nowego Testamentu
The Center for the Study of New Testament Manuscripts (CSNTM) – niedochodowa organizacja powołana dla prezentacji greckiego tekstu Nowego Testamentu na drodze fotografowania greckich rękopisów Nowego Testamentu. Założone zostało przez Daniela B. Wallace'a, profesora z Dallas Theological Seminary, w Teksasie 13 września 2002 roku. Działa pod skrzydłami The Center for the Research of Early Christian Documents (CRECD). Daniel Wallace jest dyrektorem CSNTM.
Wallace zamierza sfotografować 1,3 mln stron greckich rękopisów Nowego Testamentu i osiągnięcie tego celu wyznaczył na rok 2020. Zespół CSNTM sfotografował już rękopisy przechowywane przez Instytut Badań Tekstu Nowego Testamentu (INTF) w Münster (Niemcy), w Stambule rękopisy należące do Ekumenicznego Patriarchatu Kościoła Prawosławnego; Instytutu do Badań Tekstu Nowego Testamentu działającego przy Uniwersytecie w Tybindze (Niemcy), ponadto na Patmos i kilku miejscach Stanów Zjednoczonych. CSNTM był pierwszą zachodnią instytucją dopuszczoną do rękopisów przechowywanych w Tiranie (Albania), od czasów II wojny światowej. Wallace osobiście przebadał także rękopisy należące do Klasztoru świętej Katarzyny na Synaju, do Biblioteki Watykańskiej, Cambridge University, Oxford University, British Library i kilku innych miejsc.
Działalność CSNTM jest ogranicza przez wiele czynników, włączając międzynarodowe prawo, finanse, a także tradycyjny sposób myślenia niektórych instytucji. Udało się jednak sfotografować następujące ważne kodeksy Nowego Testamentu: 
- Kodeks Synajski
- Kodeks Aleksandryjski
- Kodeks Watykański
- Kodeks Waszyngtoński
- Kodeks Boerneriański

Jakkolwiek pierwszorzędnym celem CSNTM jest dygitalizacja rękopisów Nowego Testamentu, to także pracują nad książkami zajmującymi się krytyką tekstu jak np. monumentalne 4-tomowe dzieło von Sodena "Die Schriften des Neuen Testaments, in ihrer ältesten erreichbaren Textgestalt hergestellt auf Grund ihrer Textgeschichte", Verlag von Arthur Glaue, Berlin 1902-1910.
CSNTM, pomimo iż istnieje od niedawna, posiada też w swoich zbiorach kolekcję rękopisów Nowego Testamentu, jak np. minuskuł 2882.